# کنگر فرنگی خاردار

## مشخصات علمی
نام این گیاه آرتیشو خاردار با نام علمی CYNARA CARDUNCULUS و نام انگلیسی ARTICHOKE THISTLE میباشد.
گیاه آرتیشو خاردار عضوی از گروه خانواده کاسنی به انگلیسی ASTERACEAE و بومی مناطق غرب و مرکز مدیترانه میباشد.
از نام های رایج و دیگر این گیاه میشود به کنگر فرنگی خاردار ، cardone ، cardoni ، carduni ، cardi اشاره کرد.

## شرایط نگهداری
نور مورد نیاز: این گیاه باید در مقابل نور کامل خورشید باشد و به نور بسیار زیادی نیاز دارد.
آب مورد نیاز: این گیاه باید در محیط نیمه خشک نگهداری شود و هفته ای 1 بار آبیاری شود.
خاک مورد نیاز: خاک این گیاه باید مرطوب باشد و خوب زهکشی شده باشد.
دما مورد نیاز: این گیاه باید در دمای 18 الی 22 درجه سانتی گراد نگهداری شود.
این گیاه در برابر سرما بسیار مقاوم میباشد ولی یخ زدگی باعث نابودی آن میشود.

## نگارخانه

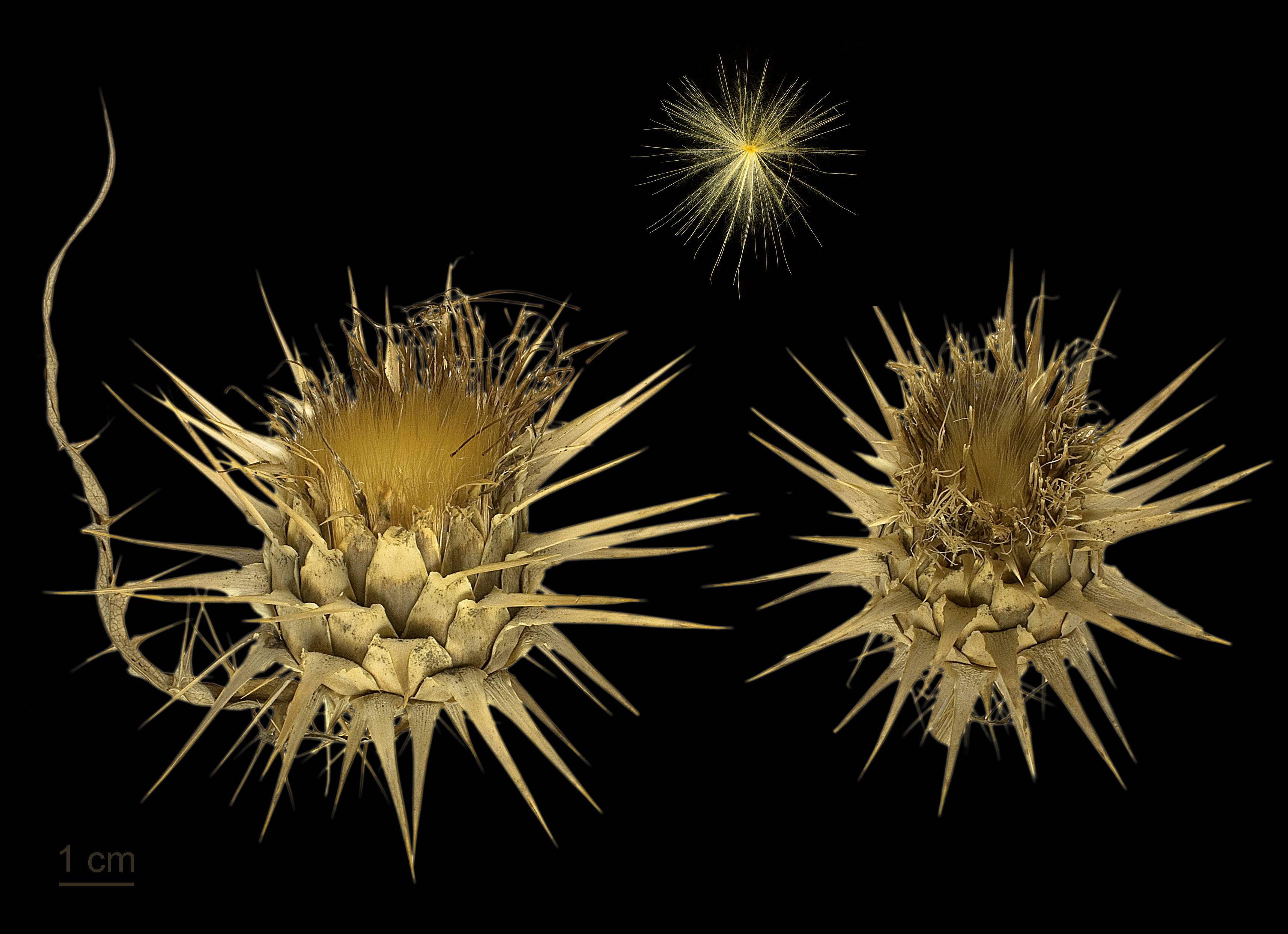
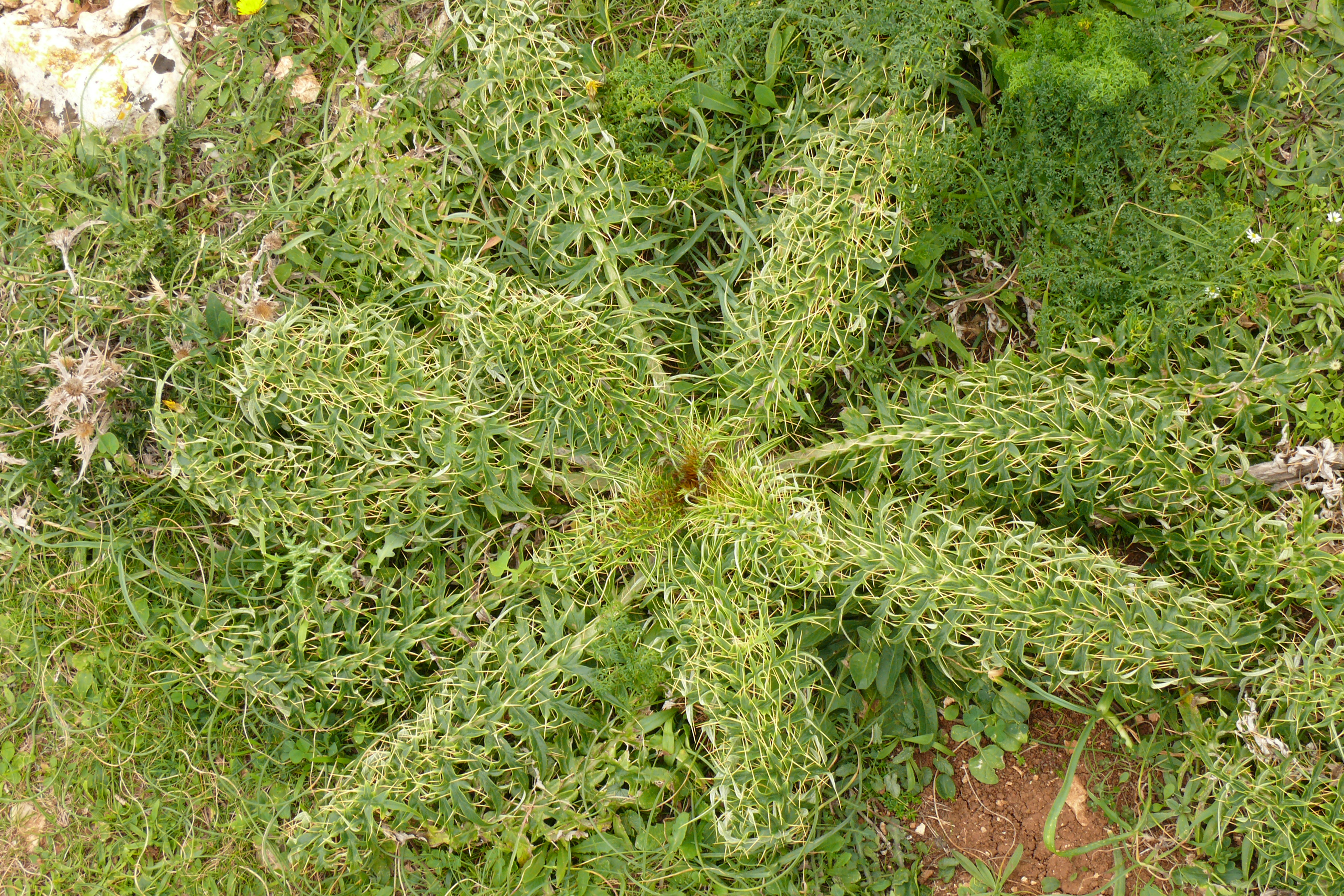
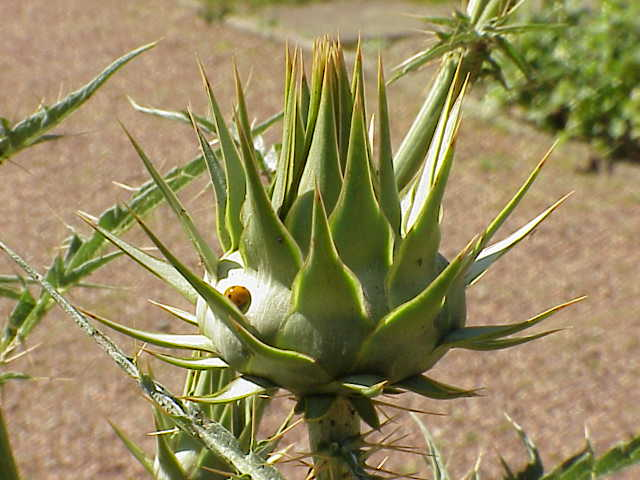
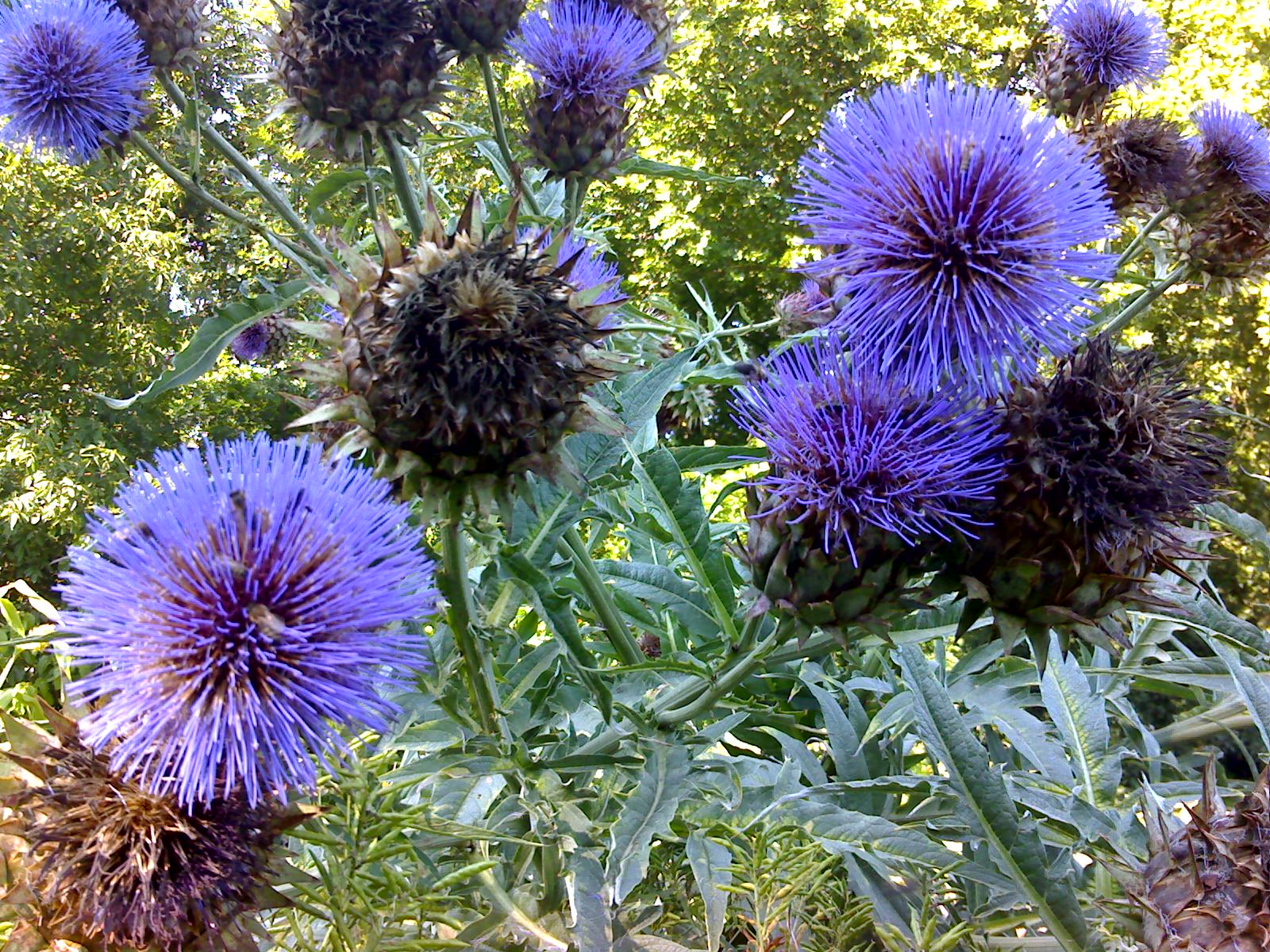
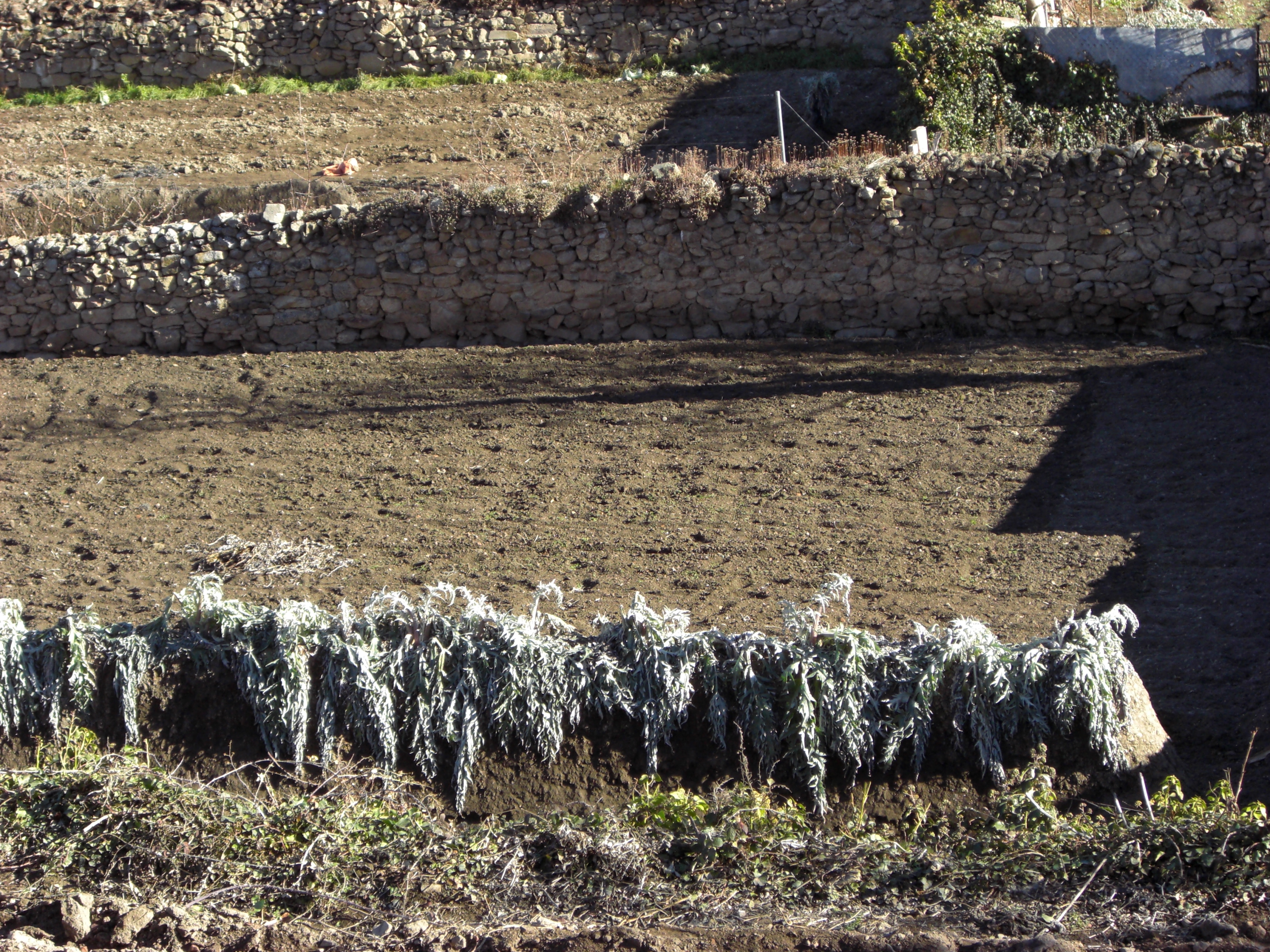
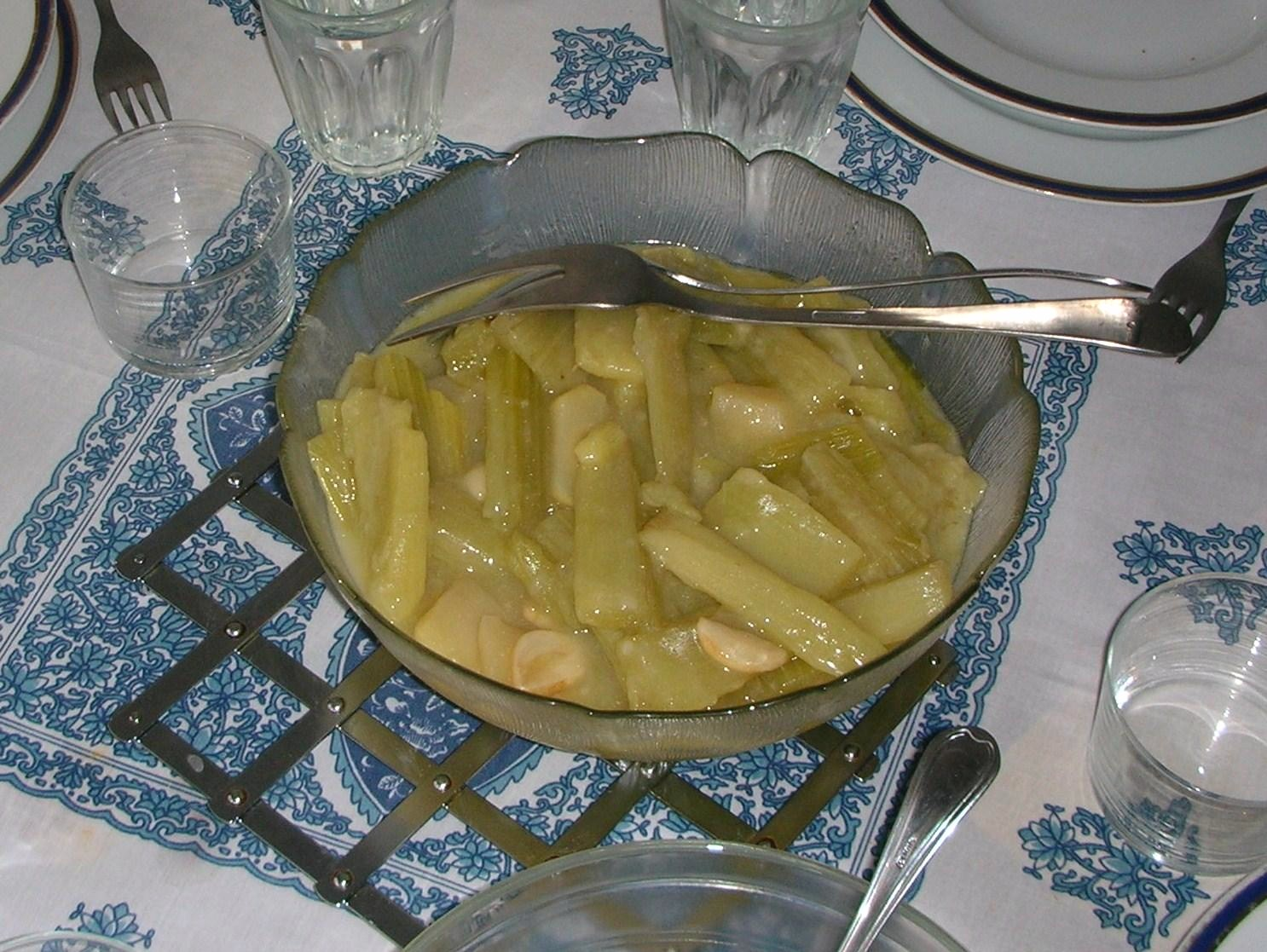
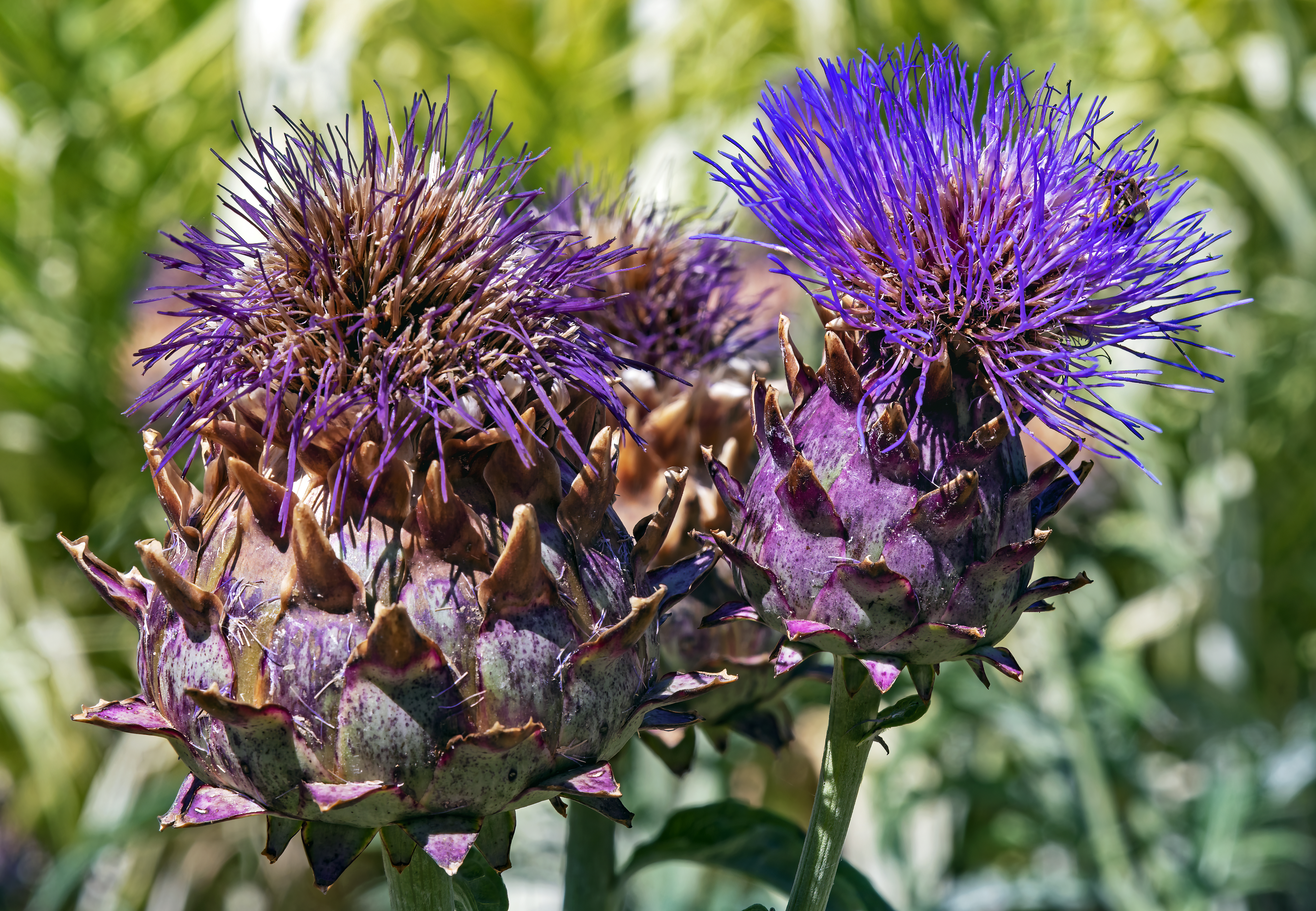